# Riuscirà l'avvocato Franco Benenato a sconfiggere il suo acerrimo nemico il pretore Ciccio De Ingras?
Riuscirà l'avvocato Franco Benenato a sconfiggere il suo acerrimo nemico il pretore Ciccio De Ingras? è un film del 1971 diretto da Mino Guerrini.

## Trama
Roma. Il consigliere di difesa Franco Benenato ed il Pretore Ciccio De Ingras sono sempre in disaccordo tra loro. Inoltre il pretore De Ingras pensa che i suoi disturbi di fegato dipendano dalle manovre dell'avvocato Benenato per assolvere i suoi clienti. Nella scena Finale, dentro un'auto, in preda ad un incubo, il pretore tenta di strozzare l'avvocato Benenato, il pretore ripresa conoscenza, lascia scendere l'avvocato per far pipì, per poi lasciarlo tra le campagne.